# Diodoros von Tarsos
Diodoros von Tarsos (* in Antiochia; † vor 394) war ein Presbyter und Bischof des 4. Jahrhunderts.

## Leben
Er studierte Philosophie in Athen zusammen mit seinem Freund Basilius von Caesarea. In Antiochia wurde er bekannt für sein Festhalten an der Orthodoxie, während in seiner Stadt arianische Bischöfe regierten. Nach dem Niedergang der Schule von Antiochia begründete er in der Mitte des 4. Jahrhunderts eine klosterähnliche Gemeinschaft. Im Jahre 378 verließ Diodoros Antiochien, um Bischof in Tarsus zu werden.
Sein Schüler Theodoros von Mopsuestia wurde Rektor der Schule von Antiochien. Theodoros und Diodoros waren Gegner der Häresie des Apollinaris. Als Begründer des kosmologischen Gottesbeweises hat Diodoros Bedeutung für die Dogmengeschichte.
449 wurden seine Schriften auf der Synode von Konstantinopel verurteilt, da man ihn als Vorläufer des Häretikers Nestorios betrachtete.